# Batalla de Génava

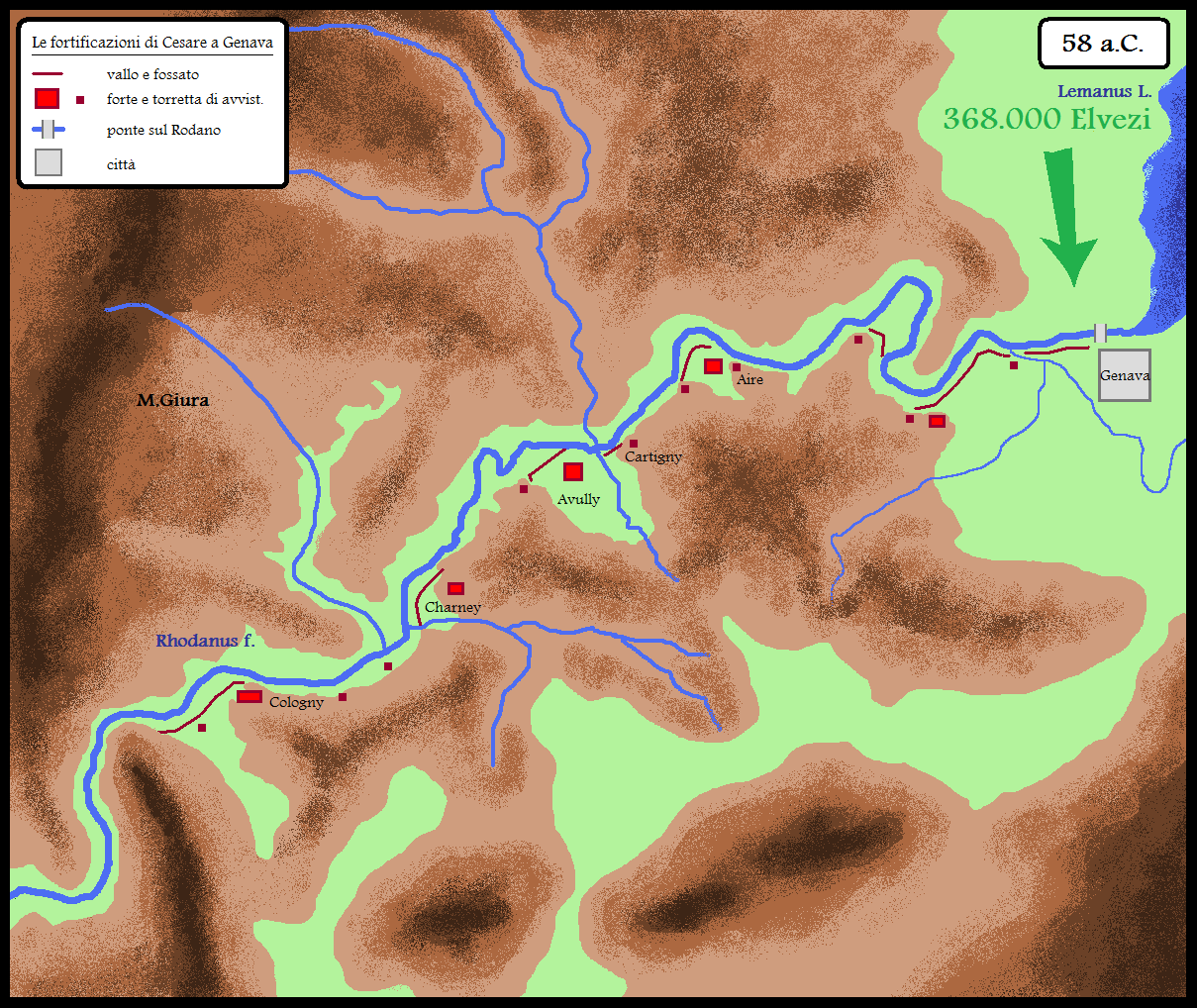
Fortificaciones romanas en Génava

La batalla de Génava fue un enfrentamiento militar librado en el 58 a. C. durante la guerra de las Galias, entre el río Ródano y la actual ciudad de Ginebra, enfrentando a la República romana y los helvecios, con victoria de la primera.
Entre los acuerdos del Primer Triunvirato estaba que Cayo Julio César sería procónsul de Iliria y las Galias Cisalpina y Narbonense. La migración de los helvecios (obligados a dejar sus tierras por las tribus germánicas) al oeste fue el pretexto para iniciar una guerra de conquista para gloria y enriquecimiento personal.
Los migrantes quemaron las posesiones y cosechas que no podían llevar con ellos, convencieron a los ráuracos, tulingos y latobrigos de unírseles y recibieron a los boyos, que venían desde Noreia. La masa humana llegó al Ródano el 28 de marzo y ahí sus dirigentes discutieron el camino a seguir: la primera opción era seguir por las tierras de los sécuanos (aliados de Roma), la segunda pasar por el territorio de los alóbroges (sometidos a Roma). Decidieron por la segunda. Enterado, César movilizó a la Legio X y a marchas forzadas llegó a Génava el 2 de abril para dificultar el cruce del río a los invasores. Se aproximaban desde Aquilea otras tres legiones (VII, VIII y IX) más dos que estaban entrenándose en Narbona (XI y XII).
Los helvecios enviaron embajadores a César para solicitar el paso del río y poder migrar en paz. César pidió hasta el 13 de abril para considerarlo aunque no tenía intención de dar permiso, sabía bien de la suerte del cónsul Lucio Casio Longino en Burdigala el 107 a. C. Ese tiempo lo aprovechó para construir un muro de 5 metros de alto y una trinchera de 28 km de largo entre el río y el lago Lemán con numerosos fuertes para bloquear el paso a los helvecios. Al llegar la fecha, César se negó y amenazó que usaría la fuerza si intentaban ingresar. Los helvecios trataron de forzar el paso con balsas por el río pero los dardos lanzados de los fuertes les hizo desistir. Tras la derrota, los migrantes decidieron por la primera opción pero César, reforzado por sus legiones, empezó a perseguirlos.